# Sal La Rocca

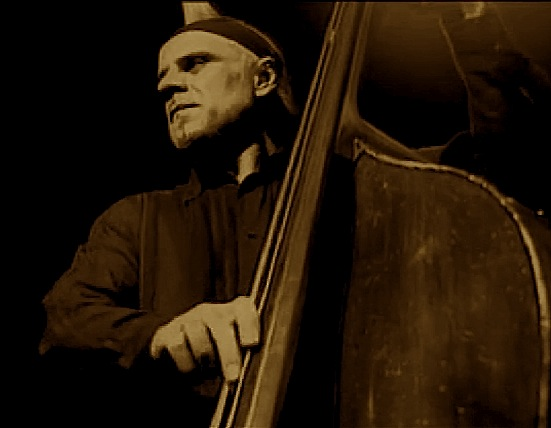
Sal La Rocca

Salvatore La Rocca (Seraing, 20 augustus 1961) is een Belgische contrabassist in de jazz.

## Biografie
La Rocca studeerde aan het conservatorium in Luik. Hij speelde aanvankelijk gitaar, en dan vooral blues- en rockmuziek. Toen hij 23 was stapte hij over op de contrabas. Hij speelde met o.m. Jacques Pelzer en Steve Houben. Vanaf de jaren 80 werkte hij o.m. met Michel Graillier, Bob Mover en Steve Grossman. Tevens speelde hij in de band Vaya Con Dios. In 2003 verscheen zijn debuutalbum Latinea. In 2007 werkte hij met Jacques Schwarz-Bart. In 2012 verscheen bij Igloo het album It Could Be the End. La Rocca werkte mee aan opnamen van Anne Ducros, Peter Hertmans, Nathalie Loriers, Pascal Mohy, Yves Teicher en Toots Thielemans.
In 2015 nam hij met Vaya-Con-Dios-zangeres Dani Klein een album op met covers van Billie Holiday. De plaat haalde een notering in de Belgische albumlijsten.